# Meio-elfo

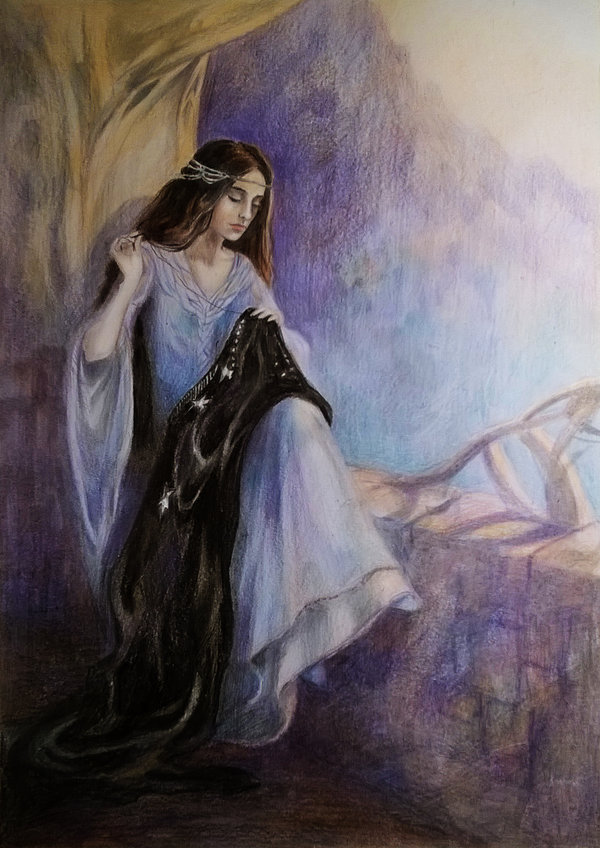
Meio-Elfa Arwen (concepção artística de Anna Kulisz)

Meio-elfo é nome dado a um tipo de criatura, ou raça fictícia, presente nos jogos de RPG e também na série de livros Senhor dos Anéis. Meio-elfos seriam híbridos, ou mestiços, misturando características dos humanos e dos elfos. Meio-elfos parecem elfos para humanos e humanos para elfos (daí sua descrição élfica como "meio-humano").

## Meio-elfo no RPG
Eles se dão bem com elfos, humanos, gnomos, anões e halflings, uma facilidade social refletida em bônus raciais para as perícias Diplomacia e Coletar Informações. No caso de conflitos entre elfos e humanos, no entanto, cada lado suspeita que um mediador meio-elfo esteja favorecendo o outro. Os meio-elfos têm curiosidade e ambições como os humanos, mas têm senso de magia e amor pela natureza como seus pais élficos. Sua pele é mais pálida que a pele humana e eles são mais altos e maiores que os elfos. Os meio-elfos têm orelhas compridas como os elfos.
É uma raça comumente usada em RPGs como Dungeons & Dragons, Pathfinder, Tormenta (RPG), entre outros.

## Meio-elfo na Literatura

### Tolkien
O escritor britânico J. R. R. Tolkien (1892-1973) foi um dos primeiros a introduzir elfos na literatura, mais especificamente na literatura fantástica voltada ao público jovem. Em sua obra mais conhecida, O Senhor dos Anéis, Tolkien descreve elfos como sendo seres belos, sábios, poderosos, fascinantes, e com uma relação muito especial e profunda com a natureza, sendo a raça muito explorada nos três livros da série. Elrond e sua filha Arwen, são dois personagems considerados meio-elfos.